# Список Долгопольского
Список Долгопольского (англ. Dolgopolsky list) — список слов, составленный Ароном Долгопольским в 1964 году, и далее использовавшийся в других его работах. Представляет собой перечень 15 базовых лексем, обладающих наибольшей семантической устойчивостью. Он был основан на изучении 140 языков всей Евразии.
Слова, которые являются наиболее стабильными:
1. я/мы
2. два
3. ты
4. кто/что
5. язык
6. имя
7. глаз
8. сердце
9. зуб
10. не/нет
11. ноготь
12. вошь/гнида
13. слеза
14. вода
15. мёртвый

Первый в списке, я/мы, не был заменён во всех 140 языках в течение их истории; пятнадцатый в списке, мёртвый, был заменен в 25 % языков. Как отметил А. Манастер Рамер, местоимение второго лица "ты", которое, по мнению Долгопольского, было заменено лишь в трёх случаях, заменяется также в юто-ацтекских языках, и вопрос стабильности местоимений требует дальнейшего исследования.
Двенадцатый в списке, вошь/гнида, хорошо сохранился в северокавказских, дравидийских и тюркских языках, но не в других протоязыках.